# Lecidella anomaloides
Lecidella anomaloides är en lavart som först beskrevs av A. Massal., och fick sitt nu gällande namn av Hertel & H. Kilias. Lecidella anomaloides ingår i släktet Lecidella och familjen Lecanoraceae.  Arten är reproducerande i Sverige. Inga underarter finns listade i Catalogue of Life.